# Dissident, il va sans dire
Dissident, il va sans dire est une pièce de théâtre en douze actes (ou  « morceaux ») écrite par Michel Vinaver en 1976.
Elle est publiée pour la première fois en 1978 aux éditions de L'Arche, dans un recueil nommé Théâtre de chambre. Celui-ci est composé de deux pièces, Dissident, il va sans dire et Nina c'est autre chose, ainsi que d'une postface de Jean-Pierre Sarrazac. Les deux pièces sont montées conjointement par Jacques Lassalle au Théâtre de l'Est Parisien en 1978, puis à Vitry la même année.

## Contexte historique de production

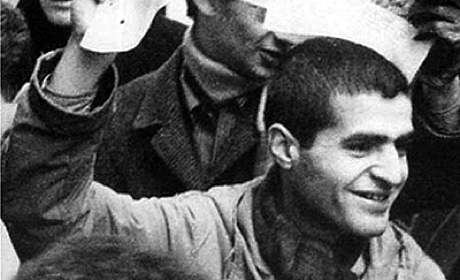
Pierre Goldman

En 1976, dix ans après les importantes manifestations de Mai 68, la France traverse une période de crise. Le premier choc pétrolier survenu en 1973 marque la fin des Trente Glorieuses. Le taux de chômage connaît une hausse significative, tandis que les grèves, telles que celles qui ont affecté l'industrie automobile française entre 1969 et 1973, se multiplient et paralysent le pays. De plus, les campagnes et les villes sont  frappées par une canicule historique qui affecte sévèrement les agriculteurs.

L'année 1976 est également marquée par des événements judiciaires significatifs, dont l'acquittement de Pierre Goldman, membre du Front universitaire antifasciste (FUA). Ce journaliste et militant d'extrême gauche avait été condamné deux ans auparavant à la réclusion à perpétuité pour des braquages de pharmacie commis en 1969, qui avaient fait deux morts et deux blessés. De son côté, le criminel Jacques Mesrine est enfermé à Lisieux, puis à la prison de la Santé, en compagnie d'autre célèbres braqueurs comme Roger Knobelspiess, Jean-Charles Willoquet, ou encore Charlie Bauer,. Il s'évade en 1977 pour reprendre ses activités criminelles, écrire deux livres et donner de nombreux interviews,.Il fait régulièrement la une des journaux, lesquels critiquent l'inaction de la police. Les français sont nombreux à suivre jour après jour la traque de « l'ennemi public n°1 ».

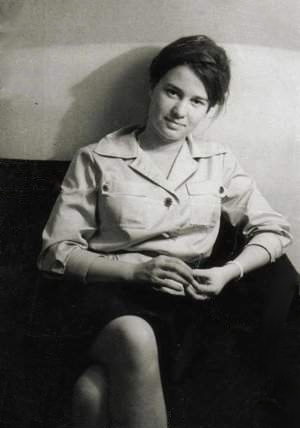
Ulrike Meinhof en 1964

Enfin, c'est en 1976 que la militante d'extrême gauche et dirigeante du groupe terroriste Fraction Armée Rouge, Ulrike Meinhof, se donne la mort dans sa cellule de la prison de Stammheim de Stuttgart,.

## Argument
La pièce se divise en douze brèves séquences appelées « morceaux » par Michel Vinaver. Selon lui, ces morceaux représentent des « fragments de réalité qui s’interpénètrent et s’entrelacent ». Ils dépeignent des situations de la vie quotidienne au travers de dialogues entre deux personnages principaux : Hélène et son fils de 17 ans, Philippe, qu'elle élève seule.
Hélène est une statisticienne. Elle déplore que Philippe n’arrive pas à décrocher un emploi qui soit à la hauteur de ses compétences et s’inquiète de son oisiveté. Philippe, quant à lui, est le « dissident » de la pièce. Il peine à trouver un sens à sa vie et se caractérise par une attitude de rejet : rejet de la société, de l’économie, mais aussi rejet de son père absent et violent dont il critique les idées progressistes et qu’il évite dès qu’il le peut. Bien qu'il ne soit jamais présent physiquement, le père de Philippe est évoqué de manière récurrente au fil des dialogues. Il en va de même pour les amis de Philippe, dont les activités et le mode de vie douteux sont suggérés dans des paroles évasives.
L'action de la pièce se déroule sur plusieurs mois, dans un lieu unique qui est l'appartement d'Hélène. La progression de Philippe vers la dissidence, qui se manifeste par sa participation à des activités criminelles, est accompagnée d'incidents d'infortune, tels que la perte d'emploi de sa mère, à laquelle il est très attaché. La relation mère-fils revêt d'ailleurs une importance cruciale, car elle sert de dernier fragile rempart face à ces petits malheurs du quotidien, comme l'exprime Laurent Hatat :
« Je vois la pièce de Michel Vinaver comme une variation, une étude intimiste sur l’univers quotidien de deux êtres esseulés, deux naufragés accrochés à leur vivre-ensemble comme à un esquif qui part en miette. Par le traitement de la langue, cette concentration extrême, ce minimalisme, l’entrelacement des répliques, nous sommes plongés dans l’univers codifié des gens qui se côtoient depuis des années. » 
Le glissement insidieux de Philippe dans la dissidence est une trajectoire complexe qui se dévoile progressivement : si Philippe réussit à trouver un travail et à calmer les inquiétudes de sa mère, celles-ci sont bien vite ravivées lorsqu'il décide d'héberger un groupe d'amis qu'Hélène n'apprécie guère. Les tensions augmentent lorsque Philippe admet avoir volé les économies de sa mère pour venir en aide à un de ses amis qui se trouvait en difficulté. Finalement, toutes ces dérives culminent dans le dernier morceau de la pièce, puisque la police se trouve à la porte de l'appartement d'Hélène, dans le but d'arrêter Philippe pour vol avec effraction, ainsi que pour usage et trafic de stupéfiants.

## Le langage
Si le recueil qui contient Dissident, il va sans dire s'appelle Théâtre de Chambre, c'est parce que Michel Vinaver y voit une analogie à la musique de chambre, « où la matière se constitue à partir du jeu ensemble d’un petit nombre de voix, un thème, accords et dissonances, répétitions et variations, théâtre pauvre, disons léger par ses moyens, pas d’histoire, dialogue où le silence joue avec la parole. »

La pièce se caractérise par une absence quasi totale de ponctuation, de didascalies et d’indications scéniques, ainsi que par le refus d'une narration linéaire au profit du matériau primaire que constitue le langage.
« Vinaver part d’un langage pléthorique : matériau surabondant d’infinies conversations dont il aurait été l’infatigable reporter; matériau amorphe, a priori insignifiant, qu’il va – par le jeu des coupures, interruptions, ellipses, déponctuations, bref du montage dans la langue – convertir en rareté et faire accéder à un début de sens. À l’origine de l’écriture, point de sélection mais la traversée longue et patiente de la banalité expansive des paroles humaines, paroles le plus souvent désaffectées de l’individu qui les parle, langage en suspension [...] »

## Théâtre du quotidien
L'expression « théâtre du quotidien » désigne généralement un courant théâtral qui a émergé dans les années 70 et qui est associé aux travaux de quatre auteurs majeurs : Michel Deutsch, Claudine Fiévet, Michèle Foucher et Jean-Paul Wenzel. Ces dramaturges ont cherché à adopter une approche réaliste pour explorer des thèmes liés à la vie quotidienne et aux préoccupations socio-politiques contemporaines, tout en cherchant à donner une voix aux individus souvent marginalisés. Michel Vinaver partage cette ambition en adoptant comme point de départ de ses pièces un matériau ordinaire et quotidien. Il est par ailleurs l'un des premiers auteurs français à prendre le monde du travail comme objet, thème omniprésent dans Dissident, il va sans dire, mais aussi dans Nina, c'est autre chose ou encore dans Les Travaux et les Jours.

### Le quotidien au service du dissident
Dans la plupart de ses pièces, Michel Vinaver inscrit l’homme dans le champ économique, mêlant l’intime au social. Dans le journal La Terrasse, Catherine Robert écrit que Vinaver revendique un théâtre ancré dans le quotidien, qu'il estime être la forme de subversion adaptée aux formes d’oppression d’aujourd’hui.
Il est possible interpréter Dissident, il va sans dire comme une exploration des tensions intergénérationnelles, sans oublier que chaque personne est inextricablement liée à un contexte politique et social plus vaste. Le spectateur ou le lecteur de la pièce ne perçoit pas les évènements du monde extérieur, mais plutôt les stigmates qu'en portent Hélène et Philippe, dont l'intimité est la seule réalité de la pièce.
Selon ses dires, Michel Vinaver a écrit une pièce courte, contrairement à son habitude, d'abord par « souci économique », et aussi pour tenter de s'approcher du « côté le plus élémentaire de l'écriture dramatique » et « privilégier l'écoute par rapport au visuel »; selon lui, chacun des personnages évoque tout un environnement ; il qualifie Philippe de « dissident passif ».
Il déclare d'ailleurs à propos de cette pièce : 
« Hélène et Philippe habitent ensemble, mère et fils. Attachants l’un et l’autre. Attachés l’un et l’autre. Mais lui passe aussi son temps à se dégager. D’elle. De la société. Du monde. Dissident, il l’est avec passivité. Il parle mais se délie des paroles qu’il prononce. Disons peut-être que chez lui il n’y a pas d’adhérence. Il va. Il va sans dire. Elle n’est pas immobile, elle va et dit le discours des parents. Elle le dit avec hésitation, ardeur, délicatesse, discrétion. Apparemment ça ne mène pas à grand-chose. Ce qui se passe entre eux risque tout le temps d’être nul. Pourtant on n’est pas loin, entre eux deux, de ce qu’on pourrait appeler une passion, une intelligence. »

## Mises en scène notables
- Jacques Lassale, avec Françoise Lebrun et Olivier Destrez (1978)[25],[2]
- Carlos Wittig-Montero, avec Valia Boulay et Georges Bigot (1980)[26]
- Raymond Braun, avec Pierre Dubey et le T-Act (1980)
- Jacques Kraemer (2003)[27]Mise en scène de Christian Chabaud à l'Espace Picasso de La Norville, en présence de l'auteur (2004)

Mise en scène de Christian Chabaud à l'Espace Picasso de La Norville, en présence de l'auteur (2004)

- Adrien Béal, avec Claire Barbotin et David Farjon (2004)[28],[29]
- Nicole Charpentier et Christian Chabaud, avec Nicolas Charentin et Christian Chabaud (2016)[30],[29]
- Philippe Jeanloz, avec Kamila Mazzarello et Aitor Gosende (2019)[21],[31]
- Hugo Givort, avec Judith D'Aleazzo et Pablo Cherrey Iturralde (2023)[32],[33]

## Autres représentations
La version audio de la pièce réalisée par Jean-Pierre Colas en 1977 réunit Dominique Chautemps dans le rôle d'Hélène et Robert Bensimon dans celui de Philippe. L'année suivante, l'équipe produit Nina, c'est autre chose,.

## Traductions
- Dissident Goes Without Saying, de Paul Antal (1983)[37]
- Dissident Goes Without Saying, d'Andrew Upton (2006)[38]

## Sources
1. ↑  Théâtre de chambre, 1er janvier 1978 (ISBN 978-2-85181-026-7, lire en ligne)
2. 1 2  Michel Vinaver (dir.), Ecrits sur le théâtre (Notes personnelles de Vinaver sur son travail), Lausanne, L'Aire, 1982, 332 p. (ISBN 9782851814128), p. 318
3. ↑  Sylvie Schweitzer, « Les ouvriers des usines Renault de Billancourt et la guerre civile espagnole », Le Mouvement social, no 103,‎ avril 1978, p. 111 (ISSN 0027-2671, DOI 10.2307/3778031, lire en ligne, consulté le 20 novembre 2023)
4. ↑  Gilles Richard, « Mai-68... et après ? Une nouvelle donne politique. La France de 1962 à 1984 », Carnets. Revue électronique d’études françaises de l’APEF, no Deuxième série - 16,‎ 31 mai 2019 (ISSN 1646-7698, DOI 10.4000/carnets.9599, lire en ligne, consulté le 26 octobre 2023)
5. ↑  Par Aurélie Sipos Le 21 juillet 2023 à 10h30, « Été 1976, quand les canicules étaient encore rares : la France à l’épreuve de la sécheresse », sur leparisien.fr, 21 juillet 2023 (consulté le 26 octobre 2023)
6. ↑  « Pierre Goldman l'insaisissable », sur France Inter, 1er mai 2019 (consulté le 26 octobre 2023)
7. ↑  « La bête médiatique : épisode • 4/6 du podcast Mesrine, l'orgueil et le sang », sur France Culture (consulté le 29 octobre 2023)
8. ↑  Anne BLANCHARD-LAIZÉ, « Quand Knobelspeiss, Mesrine, Bauer… Étaient incarcérés à Lisieux », sur Ouest-France.fr, 27 mars 2017 (consulté le 29 octobre 2023)
9. ↑  « Jacques Mesrine déclare qu'un surveillant a été complice de son évasion », Le Monde.fr,‎ 28 juillet 1978 (lire en ligne, consulté le 29 octobre 2023)
10. ↑  « Le jour où Mesrine s'est évadé de la prison de la santé », sur CNEWS, 19 octobre 2014 (consulté le 29 octobre 2023)
11. ↑  Bruno Bertherat, « Cadavre à la « une » La télévision et la mort de Jacques Mesrine, ennemi public n° 1 (1979) », Le Temps des médias,‎ 2003, p. 125 (lire en ligne [PDF])
12. ↑  Béatrice BOCARD, « Ulrike Meinhof, un mythe allemand », sur Libération (consulté le 29 octobre 2023)
13. ↑  « L'art en Europe », sur Écrire une Histoire Nouvelle de l'Europe (Vidéothèque) (consulté le 29 octobre 2023)
14. 1 2  « Une épopée du capitalisme: Dialogue avec Michel Vinaver animé par Gérald Garutti », Cahiers Sens public, vol. n° 11-12, no 3,‎ 2009, p. 149 (ISSN 1767-9397 et 1775-4356, DOI 10.3917/csp.011.0149, lire en ligne, consulté le 27 novembre 2023)
15. 1 2  Association C.R.I.S, « Présentation - Dissident il va sans dire - Michel Vinaver, - mise en scène Laurent Hatat, - theatre-contemporain.net », sur www.theatre-contemporain.net (consulté le 25 octobre 2023)
16. 1 2  Michel Vinaver, Théâtre complet III, Paris, L'Arche, 2004, 256 p. (ISBN 9782851815798), p. 96
17. ↑  Table ronde avec Michel Vinaver, Joseph Danan, Évelyne Ertel, Daniel Lemahieu, Catherine Naugrette et Jean-Pierre Ryngaert, La Colline - théâtre national, 2004, p.5
18. ↑  Jean-Pierre Sarrazac, « Vers un théâtre minimal », Jeu : revue de théâtre, no 10,‎ 1979, p. 5–10 (ISSN 0382-0335 et 1923-2578, lire en ligne, consulté le 27 novembre 2023)
19. ↑  « Introduction », �tudes th��trales, vol. N�43, no 3,‎ 2008, p. 11 (ISSN 0778-8738, DOI 10.3917/etth.043.0011, lire en ligne, consulté le 27 novembre 2023)
20. ↑  « Quand le monde du travail monte sur les planches », Le Monde.fr,‎ 6 janvier 2014 (lire en ligne, consulté le 27 novembre 2023)
21. 1 2 3  « Dissident, il va sans dire – Théâtre Liquide » (consulté le 30 octobre 2023)
22. ↑  La Terrasse, « Dissident il va sans dire de Michel Vinaver », sur Journal La Terrasse, 13 juin 2023 (consulté le 25 octobre 2023)
23. ↑  « Dissident, il va sans dire », sur France Culture, 6 juillet 1977 (consulté le 26 octobre 2023)
24. ↑  « Dissident, il va sans dire au Théâtre Le Petit Chien - Festival OFF Avignon - Archive 07/07/2023 », sur Théâtres et Producteurs Associés (consulté le 27 octobre 2023)
25. ↑  « DISSIDENT, IL VA SANS DIRE - Enfants Terribles | THEATREonline.com », sur www.theatreonline.com (consulté le 26 octobre 2023)
26. ↑  « Dissident il va sans dire - Spectacle - 1980 », sur data.bnf.fr (consulté le 29 octobre 2023)
27. ↑  Association C.R.I.S, « note du metteur en scène - Dissident il va sans dire - Michel Vinaver, - mise en scène Jacques Kraemer, - theatre-contemporain.net », sur www.theatre-contemporain.net (consulté le 23 octobre 2023)
28. ↑  Association C.R.I.S, « Dissident il va sans dire - Michel Vinaver, - mise en scène Adrien Béal, - theatre-contemporain.net », sur www.theatre-contemporain.net (consulté le 23 octobre 2023)
29. 1 2  « Dissident, il va sans dire », sur Compagnie Théâtre Déplié (consulté le 28 octobre 2023)
30. ↑  Association C.R.I.S, « Dissident, il va sans dire - Nicole Carpentier, Christian Chabaud, - mise en scène Nicole Carpentier,, Christophe Chabaud, - theatre-contemporain.net », sur www.theatre-contemporain.net (consulté le 23 octobre 2023)
31. ↑  « Dissident, il va sans dire - Lausanne, Pôle Sud », sur vd.leprogramme.ch (consulté le 23 octobre 2023)
32. ↑  dan_laterrasse, « "Dissident il va sans dire", mise en scène Hugo Givort », sur Journal La Terrasse, 26 avril 2023 (consulté le 23 octobre 2023)
33. ↑  « Dissident, il va sans dire », sur www.billetreduc.com (consulté le 25 octobre 2023)
34. ↑  « Nina, c'est autre chose », sur France Culture, 1er février 1978 (consulté le 30 octobre 2023)
35. ↑  La pièce est d'ailleurs disponible à l'écoute ici
36. ↑  « Dissident, il va sans dire », sur France Culture, 6 juillet 1977 (consulté le 30 octobre 2023)
37. ↑  Michel Vinaver et Paul Antal, « Dissident Goes Without Saying », Performing Arts Journal, vol. 7, no 2,‎ 1983, p. 100–114 (ISSN 1537-9477, lire en ligne, consulté le 30 octobre 2023)
38. ↑  (en) « Dissident, goes without saying by Michael Vinaver in a new translation by Andrew Upton [picture] - Catalogue | National Library of Australia », sur catalogue.nla.gov.au (consulté le 30 octobre 2023)
39. ↑  Jean-Pierre Sarrazac, « Le retour au théâtre de l'écrivain en France : le théâtre du quotidien », Jeu,‎ 1980 (lire en ligne [PDF])